# Шарья (приток Оскуи)
Шарья — река в России, протекает по Любытинскому и Чудовскому районам Новгородской области и Киришском районе Ленинградской области. Устье реки находится в 24 км по правому берегу реки Оскуя. Длина реки составляет 98 км, площадь водосборного бассейна 579 км².
В 27 км от устья, по левому берегу реки впадает река Колпинка. В 16 км от устья, по левому берегу реки впадает река Елимна. В 11 км от устья, по правому берегу реки впадает река Ингорь.

## Населённые пункты
В Любытинском районе Новгородской области на берегах реки стоят деревни Неболчского сельского поселения Бабчицы, Новинка, Ставичёк, Радостино, Шарья, Борель и Заречье. Ниже в Ленинградской области на реке стоят деревни Смолино, Хан-Новинка, Олешенка, Змеева Новинка, Ключи, Крестцы, Рахово, Красная Горка, Гремячево и Клинково Будогощского городского поселения. Дальше река вновь возвращается в Новгородскую область и до устья протекает по территории Грузинского сельского поселения. На берегах Шарьи стоят деревни Беглово, Опалёво, Большая Отока и Шарья.

## Данные водного реестра
По данным государственного водного реестра России относится к Балтийскому бассейновому округу, водохозяйственный участок реки — Волхов, речной подбассейн реки — Волхов. Относится к речному бассейну реки Нева (включая бассейны рек Онежского и Ладожского озера).
Код объекта в государственном водном реестре — 01040200612102000018981.